# Santa Cecília (Santa Catarina)
Santa Cecília is een gemeente in de Braziliaanse deelstaat Santa Catarina. De gemeente telt 15.928 inwoners (schatting 2009).